# Peschiera del Garda
Peschiera del Garda é uma comuna italiana da região do Vêneto, província de Verona, com cerca de 8.479 habitantes. Estende-se por uma área de 17,63 km², tendo uma densidade populacional de 499 hab/km². Faz fronteira com Castelnuovo del Garda, Desenzano del Garda (BS), Ponti sul Mincio (MN), Pozzolengo (BS), Sirmione (BS), Valeggio sul Mincio.

## Demografia
| Variação demográfica do município entre 1861 e 2011                               |
|                                                                                   |
| Fonte: Istituto Nazionale di Statistica (ISTAT) - Elaboração gráfica da Wikipedia |